# 中华人民共和国民法通则
《中华人民共和国民法通则》是中华人民共和国为调整国内外民事关系的基本法律，于1986年4月12日由第6届全国人民代表大会第4次会议通过并发布，1987年1月1日起施行。
《中华人民共和国民法通则》总计156条，分别由基本原则、公民（自然人）、法人、民事法律行为和代理、民事权利、民事责任、诉讼时效、涉外民事关系的法律适用、附则共9个章节组成。但随着《中华人民共和国民法总则》及后续的《中华人民共和国民法典》的制定与出台，《中华人民共和国民法通则》将逐渐被以“民法典”模式制定的新法律取代。

## 与涉外民事关系法律适用法以及民法总则的关系
在《中华人民共和国涉外民事关系法律适用法》于2010年10月28日公布并于2011年4月1日起开始实施后，《中华人民共和国民法通则》第八章的第一百四十六条及第一百四十七条因与该法的规定发生冲突，依照新法优于旧法的原则予以失效，而《中华人民共和国民法通则第八章的第一百四十二条至第一百四十五条及第一百四十八条至一百五十条的内容仍继续有效。
因《中华人民共和国民法总则》为《中华人民共和国民法典》的总则编部分，基于“提取公因式”的原则制定，故《中华人民共和国民法总则》并未囊括《中华人民共和国民法通则》的全部条文，而在《中华人民共和国民法总则》施行并取代《中华人民共和国民法通则》部分条文后，亦会暂时保留《民法通则》第一章第八条二款、第二章第四节第二十八条、第三章第二节第四十二条及第四十九条、第三章第四节的第五十一条至第五十三条、第四章第一节第六十一条二款、第四章第二节第六十五条三款及第六十六条、第五章第一节的第七十二条至第七十四条及第七十七条至第八十三条、第五章第二节的第八十六条至第九十一条、第五章第四节第九十八条至第一百零五条、第六章第一节的第一百零八条至第一百一十条、第六章第二节的第一百一十一条至第一百一十六条、第六章第三节第一百一十七条至第一百二十七条及第一百三十条至第一百三十三条、第七章的第一百三十六条与第一百三十七条及第一百四十一条、第九章的第一百五十一条至第一百五十三条及第一百五十六条的内容。
经十三届全国人大第三次会议审定通过，国家主席习近平签署主席令公布的《中华人民共和国民法典》将于2021年1月1日施行，《民法通则》、《民法总则》等9部既存法律将会同时废止。